# Дербентська Джума-мечеть
Дербентська Джума-мечеть (авар. Дербендалъул ЖумгІа мажгит) — найстаріша мечеть в Росії. Мечеть знаходиться в центрі старої частини міста Дербент (Дагестан).

## Історія
У 733 році в кожному з 7 магалів Дербента було побудовано по одній мечеті. Разом з цими мечетями була побудована велика мечеть для здійснення загального п'ятничного намазу. Кількість мечетей згодом змінювалося, і вже в 1796 році в Дербенті налічувалося 15 мечетей. Над входом в мечеть є напис про те, що в 1368—1369 рр. мечеть була відновлена після землетрусу Тажуддіном. У 1815 році завершилося розширення і формування усього комплексу мечеті. У 1930-х роках мечеть була закрита в ході атеїстичної кампанії, розгорнутої по всьому СРСР.

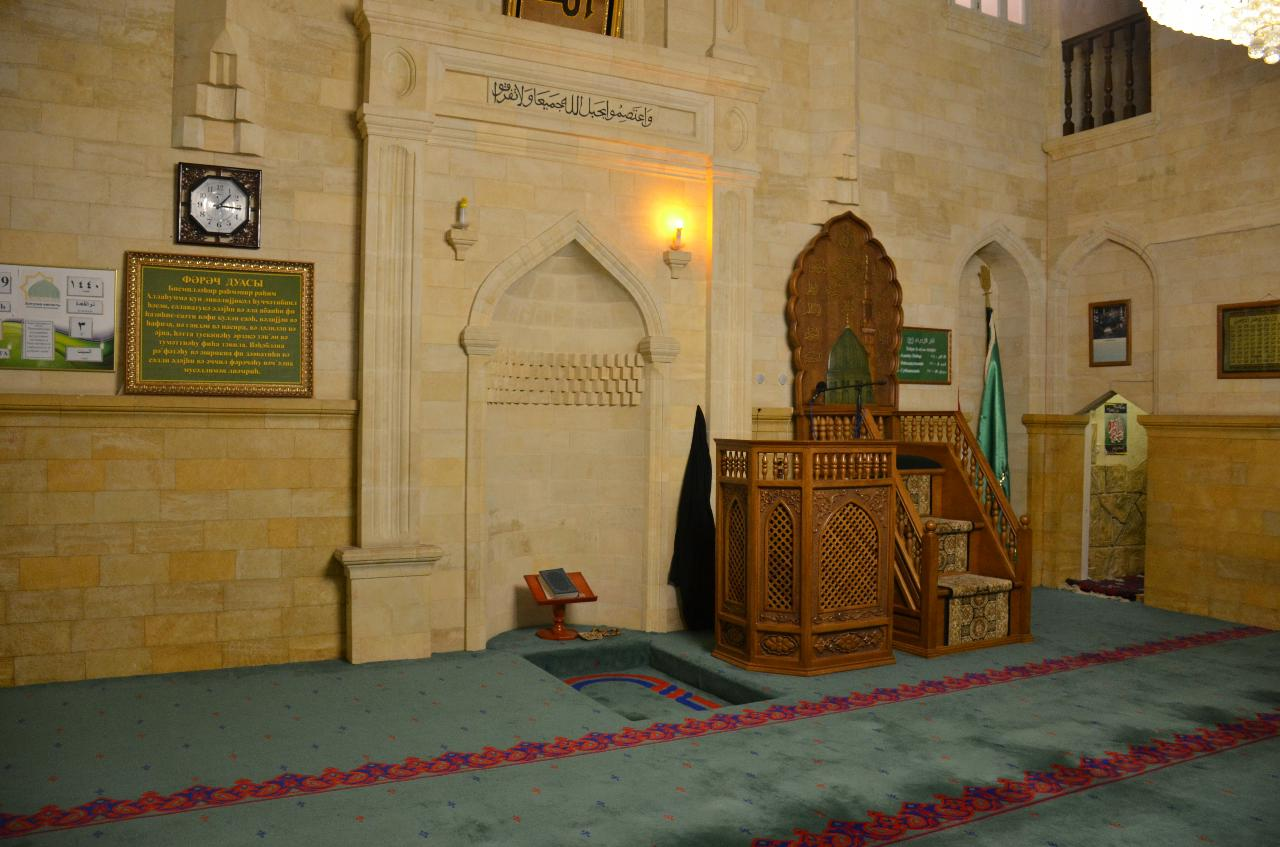

З 1938 по 1943 роки була перебудована в міську в'язницю. У 1943 році постановою з Москви мечеть була повернута духовенству міста з правом подальшого використання її за прямим призначенням. У радянські роки Джума-мечеть була найбільшою на Північному Кавказі, а до останніх років вона залишалася єдиною у всьому Південному Дагестані. З цієї причини на п'ятничний намаз в Дербент з'їжджалися віруючі з різних районів Південного Дагестану.
Після повернення мечеті в 1940-х роках в мечеті був вироблений статут мечеті і обрано правління з 20 осіб. Першим головою правління джума-мечеті став Мешеді Алі-Хусейн. Сунітська і шиїтська громади міста мають своїх імамів.
Сьогодні комплекс Джума-мечеті складається з головної мечеті, медресе і житлових приміщень для духовенства. На момент будівництва мечеті (733—734 рр.) Вона була найбільшим будівлею в місті. Розміри мечеті складають: 68 м — із заходу на схід, і 28 м — з півдня на північ. Висота купола дорівнює 17 м.
У 2015 році, в рамках підготовки до святкування 2000-річчя Дербента, в мечеті були проведені реставраційні роботи